# Oxychlorierung
Unter Oxychlorierung versteht man die Einführung von Chlor in eine organische Verbindung mit Hilfe von Chlorwasserstoff (HCl) und Sauerstoff (O2) oder Luft. Es können sowohl Alkane als auch Olefine oxychloriert werden.

## Durchführung
Die Oxychlorierung von Ethen findet vor allem Anwendung bei der Herstellung von Vinylchlorid aus Ethen über die Stufe des 1,2-Dichlorethan (EDC) und anschließender Eliminierung von Chlorwasserstoff. Der Chlorwasserstoff kann wieder in die ursprüngliche Reaktion eingesetzt werden.
Als Katalysator wird z. B. Kupfer(II)-chlorid verwendet. Die Reaktion findet bei Temperaturen von über 180 °C statt.
Die Reaktion läuft über die folgenden Reaktionsschritte ab:
{\displaystyle \mathrm {(1)\ C_{2}H_{4}+2\ CuCl_{2}\to \ C_{2}H_{4}Cl_{2}+2\ CuCl} }
{\displaystyle \mathrm {(2)\ 2\ CuCl+0{,}5\ O_{2}\to \ CuO+CuCl_{2}} }
{\displaystyle \mathrm {(3)\ CuO+2\ HCl\to \ CuCl_{2}+H_{2}O} }
Die Bildung von CH2=CHCl erfolgt durch thermische Abspaltung von Chlorwasserstoff oder durch Wäsche des EDC mit Alkalilösung.
Alkane werden bei Temperaturen von 400 bis 450 °C in Gegenwart von Kupfersalzen oxychloriert. Dabei kann selbst Methan chloriert werden gemäß:
{\displaystyle \mathrm {(4)\ 2\ CH_{4}+2\ HCl+O_{2}\to \ 2\ CH_{3}Cl+2\ H_{2}O} }
Die Oxychlorierung erfordert auf Grund der relativ hohen Temperaturen und der Gegenwart von Chlorwasserstoff und Wasser korrosionsbeständige Apparaturen.